# Aginská step
Aginská step (rusky Агинская степь) je rozsáhlá stepní oblast v Zabajkalském kraji na jihovýchodě Sibiře v Ruské federaci.

## Geografie
Aginská step se rozkládá v povodí řeky Aga (levý přítok Ononu), zabírá mírné jihovýchodní svahy Mogojtujského hřbetu a údolí přítoků Agy (jižně od Borščovočného hřbetu). Táhne se od jihovýchodu na severovýchod v délce asi 100 km. 
Rovinatá krajina stepi je poměrně ve vysoké nadmořské výšce 600 až 900 m n. m.
Ve stepi jsou četná roztroušená jezírka, z nichž neznámější je solné jezero Nožij.
Aginská step se skládá ze sypkých čtvrtohorních usazenin, v jejich podloží jsou převážně kambrijské břidlice.

## Podnebí
Aginská step má výrazné kontinentální podnebí, horké léto (v červenci průměrně 18–20 °C) a studené zimy (v lednu –22 až –26 °C). Ročně zde naprší okolo 350 mm srážek.

## Využití
Do počátku 20. století byla step využívána kočovnými Burjaty jako pastviny. Tradiční pastevectví (ovce, koně a skot) se zde zachovalo do současnosti. Většina Aginské stepi je tvořena úrodnou černozemí, která je rozorána a pěstují se zde zejména obiloviny.
Za účelem zachování a obnovení přírodních stepních a vodních ekosystémů Aginské stepi zde byla vytvořena v roce 2004 státní rezervace Aginskaja Step o rozloze 45 762 hektarů.
Potenciální ekonomickou aktivitou je zde turistika, protože stepní oblast nabízí nádhernou krajinu pro turisty, kteří hledají přírodní scenérie a outdoorové aktivity.
Přes Aginskou step prochází železnice z Čity do Charbinu v Číně.

## Flóra a fauna
Převládá zde typické stepní rostlinstvo (kavyl, kostřava a jiné lipnicovité trávy). Pěstuje se zde především pšenice, ječmen a slunečnice.
Fauna v Aginské stepi zahrnuje různé druhy stepních zvířat, jakou jsou gazely, pratury, sysli, drobní hlodavci a různé druhy ptáků.

## Obyvatelstvo
Aginská step je poměrně řídce osídlená oblast, kde převažují menší sídla, vesnice a venkovské osady. Tyto osady jsou obvykle rozptýlené v krajině a často mají charakter tradičních sibiřských vesnic s dřevěnými domy.
Populace Aginské stepi je poměrně malá. Většina obyvatel této oblasti jsou Burjati, Rusové a Evenkové.
Důležitějšími osídleními jsou Aginskoje a Mogojtuj v údolí řeky Aga a Aginsk-Zabajkalskij při hranicích s Čínou